# Леопард (геральдика)
Леопа́рд (англ. leopard, ounce) — гербова фігура у геральдиці. Розрізняють геральдичного і натурального леопардів. Перший зображується у вигляді лева, що крокує, обернувши голову до глядача. Ця тварина не має типових для леопарда плям на тілі. У більшості гербовників фігуру називають «левом», хоча в новітніх документах частіше вживається термін «леопард». Це пов'язано із середньовічним уявленнями про те, що партнером лева-самця є леопард-самиця. Зрідка, у геральдиці африканських країн використовується зображення натурального леопарда, з плямами на хутрі.

## Галерея

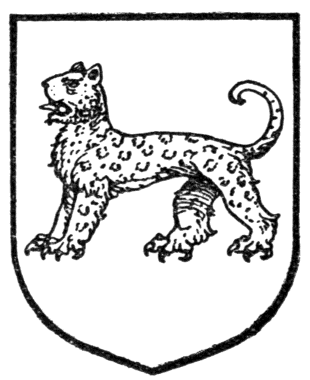
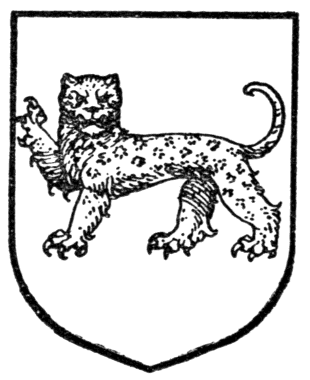
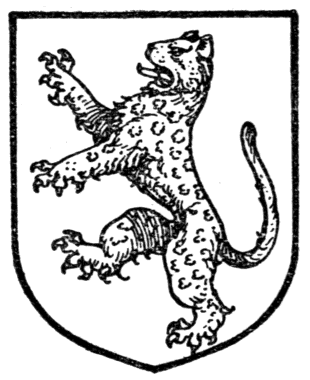
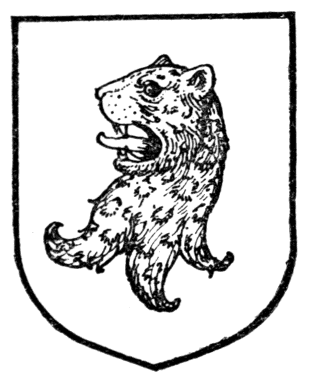
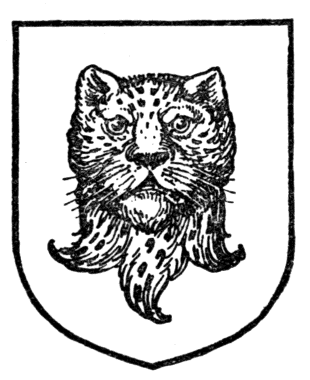
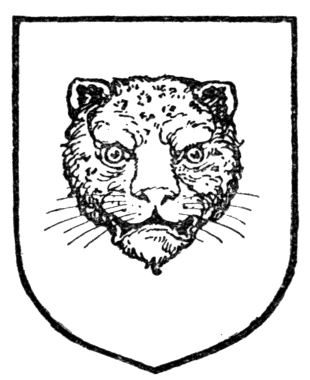
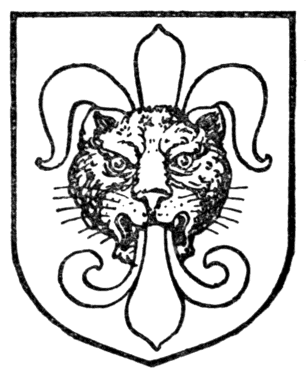

### Один леопард

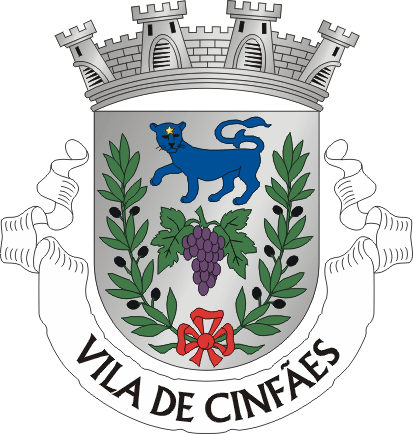
Сінфайнш

### Два леопарди

Нормандія
Гогенлое

### Три леопарди

Англія
Данія
Джерсі
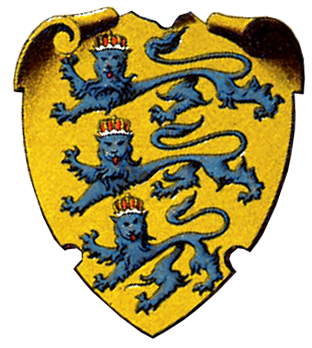
Естонія

### Натуральні леопарди

Бенін
Габон
ДР Конго
Малаві
Сомалі